# تینا کای
تینا کای (انگلیسی: Teanna Kai؛ زاده ۲۵ مارس ۱۹۷۱) بازیگر پورنوگرافی اهل ایالات متحده آمریکا است.